# Communauté de communes du Canton-de-Rocheservière
La communauté de communes du Canton-de-Rocheservière (CCCR) est une ancienne structure intercommunale à fiscalité propre française située dans le département de la Vendée et la région des Pays de la Loire.
Elle disparaît le 31 décembre 2016 en fusionnant avec sa voisine pour former « Terres-de-Montaigu, communauté de communes Montaigu-Rocheservière ».

## Historique
L'intercommunalité a été créée en 1988 sous la forme d'un syndicat intercommunal à vocation unique (SIVU) pour l'habitat, qui s'est transformé en district du canton de Rocheservière en 1992, puis en communauté de communes à taxe professionnelle unique à compter du 28 décembre 2000
,
Les communes de Mormaison, de Saint-André-Treize-Voies et de Saint-Sulpice-le-Verdon fusionnent le 1er janvier 2016 pour former la commune nouvelle de Montréverd, réduisant de ce fait de 6 à 4 le nombre de communes constituant l'intercommunalité.
Dans le cadre de la loi du 7 août 2015 portant nouvelle organisation territoriale de la République (Notre), le Gouvernement élève à 15 000 habitants le seuil minimal des intercommunalités à fiscalité propre dans le but d’obtenir des territoires plus cohérents, adaptés aux « bassins de vie » et dotés d’une capacité de mutualisation plus importante, le schéma départemental de coopération intercommunale (SDCI) approuvé par le préfet le 29 mars 2016 constatait que la communauté de communes du Canton-de-Rocheservière, avec ses 12 738 habitants, n'atteignait pas le seuil légal et avait l'obligation de se regrouper avec une autre intercommunalié.
Le SDCI notait qu'il « apparaît que des synergies ont été développées entre les CC du Canton de Rocheservière et des Terres de Montaigu. Ce regroupement est souhaité par les élus locaux des deux CC. Le périmètre du bassin de vie de Montaigu couvre la quasi-totalité des limites de la nouvelle CC.L’intégralité du nouveau territoire est couvert par le SCoT du Pays du Bocage Vendéen » et prescrivait donc leur fusion.
En conséquence, après consultation des conseils municipaux et communautaires concernés, le préfet a prononcé la fusion de ces intercommunalités au 1er janvier 2017, formant ainsi une nouvelle structure intercommunale dénommée Terres-de-Montaigu, communauté de communes Montaigu-Rocheservière.

## Territoire communautaire

### Géographie
Comme son nom le suggère, l'intercommunalité regroupait les six communes constituant le canton de Rocheservière, en Vendée.

### Composition
L'intercommunalité était composée en 2016 des quatre communes suivantes :
| Nom                       | Code Insee | Gentilé         | Superficie (km2) | Population (dernière pop. légale) | Densité (hab./km2) |
| ------------------------- | ---------- | --------------- | ---------------- | --------------------------------- | ------------------ |
| Rocheservière (siège)     | 85190      | Cervièrois      | 28,15            | 3 221 (2015)                      | 114                |
| L’Herbergement            | 85108      | Herbergementais | 16,75            | 3 119 (2015)                      | 186                |
| Montréverd                | 85197      | Montréverdois   | 48,47            | 3 580 (2015)                      | 74                 |
| Saint-Philbert-de-Bouaine | 85262      | Philbertins     | 50,16            | 3 326 (2015)                      | 66                 |

## Organisation

### Siège
Le siège de la communauté de communes était à Rocheservière, 21, rue du Peplu.

### Élus
La communauté de communes était administrée par son conseil communautaire, composé de  conseillers municipaux représentant les  communes membres.
Après les élections municipales de 2014 dans la Vendée, le conseil communautaire renouvelé a élu son nouveau président, Damien Grasset, alors maire de  Saint-André-Treize-Voies, et ses cinq vice-présidents, qui étaient : 
1. Hubert Delhommeau, alors maire de Mormaison ;
2. Marc Préault, maire de L'Herbergement ;
3. Corinne Ferré, alors maire de Saint-Sulpice-le-Verdon
4. Bernard Dabreteau , maire de Rocheservière
5. Francis Breton, maire de Saint-Philbert-de-Bouaine.

assurant ainsi la représentation de chaque commune membre.

### Liste des présidents
| Période    | Période          | Identité          | Étiquette | Qualité |
| ---------- | ---------------- | ----------------- | --------- | --- |
| Hiver 2001 | avril 2008       | Pierre Geay       | RPR       | Directeur de lycée Maire de Saint-Sulpice-le-Verdon (1971 → 2008) Conseiller général, élu dans le Conseiller général de Rocheservière (1987 → 2004)                                                   |
| avril 2008 | mars 2013        | Hubert Delhommeau |           | Maire de Mormaison (1989 → 2015) |
| mars 2013  | avril 2014       | Charles Baty      |           | Professeur des écoles Maire de Saint-Philbert-de-Bouaine (2001 → 2014) |
| avril 2014 | 31 décembre 2016 | Damien Grasset    | DVD       | Agent général d’assurances Maire de Saint-André-Treize-Voies (2001 → 2015) Maire de Montréverd (2016 → ) Vice-président de Terres-de-Montaigu, communauté de communes Montaigu-Rocheservière (2017→ ) |

### Compétences
La communauté de communes exerçait les compétences qui lui avaient été transférées par les communes membres, dans les conditions déterminées par le code général des collectivités territoriales. Il s'agissait de  :
- aménagement de l'espace ;
- création, aménagement et entretien de la voirie ;
- développement économique et touristique ;
- protection et mise en valeur de l'environnement ;
- politique du logement et du cadre de vie ;
- équipements culturels, sportifs et scolaires ;
- actions sociales d'intérêt communautaire ;
- développement et animation culturels ;
- sécurité civile

### Régime fiscal et budget
La communauté de communes était un établissement public de coopération intercommunale à fiscalité propre.
Afin de financer l'exercice de ses compétences, l'intercommunalité percevait la fiscalité professionnelle unique (FPU) – qui a succédé à la taxe professionnelle unique (TPU) – et assure une péréquation de ressources entre les communes résidentielles et celles dotées de zones d'activité.